# Lago Lanier
O lago Lanier (oficialmente Lake Sidney Lanier) é um lago artificial na parte norte dos Estados Unidos, estado da Geórgia. Foi criado pela realização de Buford barragem no rio Chattahoochee em 1956, e é também alimentada pelas águas do rio Chestatee. O lago abrange 38 000 hectares (150 km²) de água, e tem 1114 km de litoral ao nível normal, e uma "full summer pool" a 326 m de altitude. Foi nomeado em homenagem ao poeta Sidney Lanier, e foi construído e é operado pelo Corpo de Engenharia do Exército dos Estados Unidos. É patrulhado pelo Departamento de Recursos Naturais da Geórgia (GDNR).
As provas de remo e sprint de canoagem dos Jogos Olímpicos de Verão de 1996 tiveram lugar neste lago a nordeste de Atlanta.